# Allactoneura
Genre
Allactoneura est un genre de mouches appartenant à la famille des Mycetophilidae.

## Classification
Le genre Allactoneura est décrit en 1907 par le zoologiste et entomologiste néerlandais Johannes Cornelis Hendrik de Meijere (1866-1947).

### Répartition
Les espèces de ce genre se trouvent en Europe, en Asie du Sud-Est et en Afrique australe.

### Fossiles
Selon Paleobiology Database en 2023, un seul fossile est référencé pour ce genre, celui de Allactoneura veiti

## Espèces
- Allactoneura akasakana Sasakawa, 2005
- Allactoneura argentosquamosa (Enderlein, 1910)
- Allactoneura cincta De Meijere, 1907
- Allactoneura neocaledonica Matile, 1993
- Allactoneura obscurata (Walter, 1865)
- Allactoneura pauensis Bechev, 1995
- Allactoneura ussuriensis Zaitzev, 1981

### Espèces fossiles
- Allactoneura veiti Théobald, 1937[2]